# Witold Bałachowski
Witold Bałachowski (ur. 14 października 1892 w Ciborzu, pow. brodnicki, zm. wiosną 1940 w Katyniu) – polski nauczyciel,  porucznik rezerwy artylerii Wojska Polskiego, ofiara zbrodni katyńskiej.

## Życiorys
Syn Edmunda i Heleny z Pomierskich. Ukończył studia filologiczne w Berlinie i Poznaniu. Uczestnik I wojny światowej, powstania wielkopolskiego. Współorganizował 214 ochotniczy wielkopolski pułk artylerii (późniejszy 23 pap). Jako dowódca 2 baterii I dywizjonu 214 pułku artylerii 14 sierpnia 1920 wyruszył na front pomorski wojny 1920 r. Brał udział w bitwie pod Brodnicą. Organizator dywizji pomorskiej, dowódca baterii w 15 pułku artylerii ciężkiej.
W okresie międzywojennym od 1 sierpnia 1923 do końca lat międzywojennych pracował nieprzerwanie jako profesor w Miejskim Gimnazjum Matematyczno-Przyrodniczym im. M. Kopernika w Bydgoszczy. W roku szkolnym 1933/34 pełnił obowiązki dyrektora tej placówki. Był członkiem Katolickiego Stowarzyszenia im. Piotra Skargi. Aktywny działacz organizacji katolickich.
W czasie kampanii wrześniowej 1939 miał przydział do 7 pac. Po agresji ZSRR na Polskę w nieznanych okolicznościach wzięty do niewoli przez Sowietów i osadzony w Kozielsku. Wiosną 1940 został zamordowany przez funkcjonariuszy NKWD w lesie katyńskim i tam pogrzebany w bezimiennej mogile zbiorowej, gdzie od 28 lipca 2000 mieści się oficjalnie Polski Cmentarz Wojenny w Katyniu. W miejscu tym prowadzone były ekshumacje i prace archeologiczne. W czasie ekshumacji przeprowadzonej przez Niemców w 1943, odnaleziono przy nim część leg., odznacz., 2 zaśw. wojskowe, list, kartę szczepień, a zwłoki oznaczono numerem 4115. Figuruje na liście wywózkowej z 2 kwietnia 1940.

### Życie prywatne
Mieszkał w Bydgoszczy. Był żonaty z Barbarą z Tyblewskich, miał córkę Marlenę.

## Upamiętnienie
Jego imię i nazwisko zostało umieszczone na:
- tablicy wmurowanej w 1959 na ścianie byłego Technikum Kolejowego przy ul. Kopernika 1 w Bydgoszczy z nazwiskami nauczycieli Gimnazjum Matematyczno-Przyrodniczego, zamordowanych w latach 1939–1944, nie umieszczając informacji gdzie zginął[11]; została ona wymieniona i odsłonięta 18 czerwca 2018[12]; uchwałę w  tej sprawie podjął 7 lutego 2018 Komitet Ochrony Pamięci Walk i Męczeństwa przy Oddziale IPN-KŚZpNP w Gdańsku;

- głazie z tablicą ku czci pamięci ofiar zbrodni katyńskich z czerwca 2009, ul. Ludwikowo, skwer ks. prałata Zdzisława Peszkowskiego[13];

- tablicy upamiętniającej poznańskie i wielkopolskie ofiary Zbrodni Katyńskiej odsłoniętej w kościele pw. św. Jana Kantego na Grunwaldzie w Poznaniu – wrzesień 2017.

5 października 2007 minister obrony narodowej Aleksander Szczygło mianował go pośmiertnie na stopień kapitana. Awans został ogłoszony 9 listopada 2007 w Warszawie, w trakcie uroczystości „Katyń Pamiętamy – Uczcijmy Pamięć Bohaterów”.